# Marthe Matongo
Pour les articles homonymes, voir Matongo.
Marthe Matongo est une monitrice sociale, une femme politique et une militante des droits de la femme centrafricaine. En 1964, elle devient la première femme élue à l'Assemblée nationale de la Centrafrique.

## Biographie

### Enfance et formations
Matongo est née le 30 avril 1933 dans une famille gbanzili à Bambari. Elle est l'une des premières filles de l'Oubangui-Chari à obtenir un certificat d'études primaires. Elle poursuit son cursus en France et sort assistante sociale,,.

### Carrière
Membre du Mouvement pour l'évolution sociale de l'Afrique noire, Marthe Matongo se présente aux élections parlementaires de 1964. Le MESAN étant le seul parti légal, elle est candidate sans opposition ; Marthe Matongo est élue et devient la première femme députée à l'Assemblée nationale. La même année, elle est l'une des fondatrices de l'Union des femmes centrafricaines, dont elle devient la secrétaire générale. Elle diffuse aussi une émission de radio, intitulée Magazine des femmes,.
L'Assemblée nationale est dissoute en 1966, à la suite du coup d'État de la Saint-Sylvestre.